# 아베 유키 (1989년)
아베 유키(일본어: 阿部 優, 1989년 9월 16일 ~ )는 일본의 전 축구 선수이다.

## 구단 경력
과거 FC 가리야, 그루자 모리오카에서 활동하였다.